# شاخص (اقتصاد)
شاخص در علم اقتصاد و مالی، یک ابزار آماری برای اندازه‌گیری تغییر در یک گروه از داده‌ها تعریف می‌شود. این داده‌ها ممکن است از هر تعداد منبع، از جمله عملکرد شرکت، قیمت‌ها، بهره‌وری و اشتغال حاصل شود. شاخص‌های اقتصادی، سلامت اقتصاد را از جوانب گوناگون ارزیابی می‌کنند. شاخصهای مالی تأثیرگذار جهانی مانند Global Dow و نزدک مرکب عملکرد شرکتهای بزرگ و قدرتمند منتخب را به منظور ارزیابی و پیش‌بینی روندهای اقتصادی می‌سنجند. میانگین صنعتی داو جونز و شاخص S&P 500 در درجه اول بازارهای ایالات متحده را ردیابی می‌کنند؛ اگرچه برخی از شرکت‌های بین‌المللی نیز در آن گنجانده شده‌اند. شاخص قیمت مصرف‌کننده تغییرات قیمت کالاها و خدمات مختلف مصرفی در طول زمان و در یک مکان جغرافیایی ثابت را دنبال می‌کند و در محاسبات مربوط به سازگار کردن دستمزدها، نرخ سود اوراق قرضه و حد آستانه‌های مالیاتی با تورم ضروری است. شاخص ضمنی تولید ناخالص داخلی، یا تولید ناخالص داخلی واقعی، سطح قیمت همه کالاها و خدمات جدید و نهایی تولید شده در داخل یک کشور را اندازه‌گیری می‌کند. شاخص‌های عملکرد بازار شامل شاخص بازار کار / شاخص شغل و ابزارهای اختصاصی ارائه شده توسط کارگزاریها برای سرمایه‌گذاری مانند شاخص بازار سهام می‌شود.
برخی شاخص‌ها تغییرات بازار را نشان می‌دهند. به عنوان مثال، اکونومیست شاخص بیگ مک را ارائه می‌کند که بیانگر هزینه تعدیل شده برای خرید یک Big Mac (یک نوع ساندویچ مک‌دونالد) در کشورهای مختلف جهان به عنوان درصدی بیشتر یا کمتر از هزینه خرید Big Mac در ایالات متحده آمریکا (به‌طور متوسط ۳٫۵۷ دلار) است. ارزان قیمت‌ترین Big Mac در هنگ کنگ با ۱٫۷۱ دلار آمریکا ارائه می‌شود (۵۲ درصد پایین‌تر از قیمت ایالات متحده). چنین شاخص‌هایی را می‌توان برای پیش‌بینی ارزش ارزها به کار گرفت.

## اعداد شاخص
عدد شاخص یک داده اقتصادی است که قیمت یا مقدار را در مقایسه با یک مقدار استاندارد یا پایه منعکس می‌کند. مقدار پایه معمولاً برابر با ۱۰۰ است و عدد شاخص معمولاً به صورت ضریبی از عدد ۱۰۰ نسبت به مقدار پایه بیان می‌شود. به عنوان مثال، اگر قیمت یک کالا در سال ۱۹۷۰ دو برابر قیمت آن در سال ۱۹۶۰ باشد، عدد شاخص آن نسبت به سال پایه ۱۹۶۰ برابر با ۲۰۰ خواهد بود. از اعداد شاخص به‌طور خاص برای مقایسه فعالیت‌های تجاری، هزینه زندگی و اشتغال استفاده می‌شود. آن‌ها اقتصاددانان را قادر می‌سازند تا داده‌های پیچیده اقتصادی را به مفاهیم قابل درک تبدیل کنند.
در اقتصاد، اعداد شاخص عموماً به صورت سری زمانی هستند و تغییرات در یک گروه از متغیرهای نسبی را خلاصه می‌کنند. شناخته شده‌ترین شاخص، شاخص قیمت مصرف‌کننده است که تغییرات در قیمت‌های خرده فروشی پرداخت شده توسط مصرف‌کنندگان را اندازه‌گیری می‌کند. همچنین شاخص هزینه زندگی (COLI) یک شاخص قیمت است که هزینه‌های نسبی زندگی را در طول زمان اندازه‌گیری می‌کند. برخلاف یک شاخص COLI که براساس تابع مطلوبیت حقیقی اما ناشناخته است، یک عدد شاخص عالی عدد شاخصی است که قابل محاسبه است؛ بنابراین، از اعداد شاخص عالی برای ارائه یک تقریب مناسب از عدد شاخص اساسی هزینه زندگی در طیف گسترده‌ای از شرایط استفاده می‌شود.
برخی از شاخص‌ها به صورت سری زمانی نیستند. شاخص‌های فضایی مواردی مانند قیمت املاک و مستغلات یا سموم موجود در محیط زیست یا در دسترس بودن خدمات را در اقصی نقاط جغرافیا خلاصه می‌کنند. همچنین ممکن است از شاخص‌ها برای تلخیص مقایسه بین توزیع داده‌ها در دسته‌های مختلف استفاده شود. به عنوان مثال، مقایسه برابری قدرت خرید ارزها معمولاً با شاخص‌ها انجام می‌شود.
یک بدنه اساسی از تجزیه و تحلیل اقتصادی در رابطه با ساختن اعداد شاخص، خواص مطلوب اعداد شاخص و ارتباط بین اعداد شاخص و تئوری اقتصادی وجود دارد. یک عدد که نشانگر تغییر در بزرگی از نظر قیمت، دستمزد، اشتغال یا تولید است، نسبت به بزرگی در یک نقطه مشخص، که معمولاً ۱۰۰ در نظر گرفته می‌شود، تغییر می‌کند.

### مشکل عدد شاخص
«مشکل عدد شاخص» ساختن یک شاخص معتبر در شرایطی است که هم قیمت و هم کمیت با گذشت زمان تغییر کنند.  به عنوان مثال، در ساختن شاخص‌های قیمت برای تورم، مشکل این است که ماهیت کالاها و همچنین قیمت آن‌ها در اقتصاد در طول زمان تغییر می‌کند. شاخص قیمتی که در سال ۱۹۵۰ با استفاده از یک سبد استاندارد از کالاها بر اساس مصرف در سال ۱۹۵۰ ساخته شده‌است، نمی‌تواند نشانگر خوبی از قیمتهایی باشد که مصرف‌کنندگان در سال ۲۰۰۰ با آن روبرو شدند؛ زیرا برخی کالاها در بعضی از دسته‌ها دیگر در سال ۲۰۰۰ معامله نمی‌شوند، و دسته‌بندی‌های جدیدی از کالاها معرفی شده‌اند، و هزینه‌های نسبی برای دسته‌های مختلف کالایی به شدت تغییر خواهد کرد. علاوه بر این، کیفیت کالاهای موجود در سبد خرید ممکن است تغییر کرده باشد.
هیچ راه تئوریک ایده‌آلی برای حل این مشکل وجود ندارد. برای شاخص‌های قیمت خرده فروشی، «سبد کالاها» به تدریج هر چند سال به روز می‌شوند تا تغییرات را منعکس کنند. با وجود این، واقعیت این است که بسیاری از شاخص‌های اقتصادی که در طولانی مدت به کار گرفته شده‌اند، در واقع ابزارهای کاملاً مناسبی برای مقایسه‌های دقیق نیستند و این موضوعی است که محققان آن را در تاریخ اقتصاد در نظر گرفته‌اند.

## شاخص‌ها
ارائه دهنده: داو جونز
- متوسط صنعتی داو جونز

ارائه دهنده: استاندارد اند پورز
- S&P 500
- S&P 400
- S&P 600
- S&P 1500
- S&P / ASX 200
- شاخص کامپوزیت S&P / TSX
- S&P Global 1200
- گروه شاخص‌های S&P سفارشی
- شاخص اهرم وام S&P
- شاخص کیس - شیلر

ارائه دهنده: سرمایه‌گذاری راسل
- شاخص ۱۰۰۰ راسل
- شاخص راسل ۲۰۰۰
- شاخص راسل ۳۰۰۰
- شاخص راسل Midcap
- شاخص راسل میکروکاپ
- شاخص جهانی راسل
- شاخص توسعه یافته راسل
- شاخص اروپای راسل
- شاخص راسل آسیا و اقیانوسیه
- شاخص بازارهای نوظهور راسل

ارائه دهنده: گروه اف‌تی‌اس‌ای
- شاخص ۱۰۰ بورس اوراق بهادار فایننشال تایمز
- شاخص ۲۵۰ بورس اوراق بهادار فایننشال تایمز
- شاخص ۳۵۰ بورس اوراق بهادار فایننشال تایمز
- شاخص FTSE AIM UK 50
- شاخص مشترک FTSE
- FTSE/Athex Large Cap
- شاخص FTSE بورسا مالزی
- شاخص FTSE
- FTSE Italia Mid Cap
- FTSE MIB
- شاخص FTSE SmallCap
- FTSE techMARK 100
- شاخص FTSE4Good
- شاخص FTSEurofirst 300

ارائه دهنده: STOXX Limited
- یورو استاکس ۵۰
- STOXX Europe 50
- STOXX Europe 600
- STOXX Global 1800

ارائه دهنده: سرمایه بین‌المللی مورگان استنلی
- شاخص جهانی MSCI
- شاخص MSCI EAFE (اروپا، استرالیا، و خاور دور)

ارائه دهنده: بورس اوراق بهادار بمبئی
- شاخص اس‌اندپی بی‌اس‌ای

ارائه دهنده: رویترز
- شاخص کالاهای رویترز و CRB

ارائه دهنده: مارکیت
- ABX
- CDX / iTraxx
- CMBX

ارائه دهنده: Historic Automobile Group
- فهرست برتر HAGI

ارائه دهنده: CRYX
- CRYX5
- CRYX10
- CRYX25
- CRYX50
- CRYX100